# بادنگواتس (ژیتوراجا)
بادنگواتس (به صربی: Badnjevac) یک روستا در صربستان است که در ژیتوراجا واقع شده‌است. بادنگواتس ۸۳۶ نفر جمعیت دارد.